# Emmanuel-Joseph Sieyès
« Sieyès » redirige ici. Pour les autres significations, voir Sieyès (homonymie).
Emmanuel-Joseph Sieyès, souvent appelé l'« abbé Sieyès » (prononciation ancienne : [sijɛːs]), né le 3 mai 1748 à Fréjus et mort le 20 juin 1836 à Paris, est un homme d'Église, homme politique et essayiste français, surtout connu pour ses écrits et son action pendant la Révolution française, faisant partie des prêtres favorables au processus révolutionnaire et même des régicides de 1793, mais devenant ensuite plus conservateur et promouvant l'accession au pouvoir de Napoléon Bonaparte en 1799.
Membre de l'Assemblée nationale constituante (1789), il est aussi élu à la Convention en 1792, votant la mort du roi sans sursis (janvier 1793), puis se mettant en retrait pendant la Terreur. Il joue un rôle important sous la Convention thermidorienne, puis sous le Directoire, et est un des organisateurs du coup d'État du 18 Brumaire (novembre 1799) qui porte Bonaparte au pouvoir et instaure le Consulat. D'abord consul provisoire, Sieyès devient sénateur, puis président du Sénat conservateur et comte d'Empire (1808).
Il vit en exil à Bruxelles dès 1815, par prudence, puis du fait de la loi de 1816 sur le régicide de janvier 1793 sur Louis XVI. Il rentre en France après la révolution de Juillet et l'avènement de Louis-Philippe (lui-même fils du régicide Philippe-Égalité).

## Biographie

### Origines familiales et formation
Il est le fils aîné d'Honoré Sieyès (1700-1782), receveur des droits royaux et maître de poste de Fréjus, et d'Anne Angles.
Il est le frère de Joseph Barthélémy Sieyès La Baume (1749-1830) et de Joseph Honoré Léonce Sieyès (1751-1830).
Il fait ses études à Draguignan puis au séminaire de Saint-Sulpice à Paris.

### Carrière ecclésiastique
Il est ordonné prêtre en 1774. En 1775, il devient chanoine de Tréguier, attaché comme secrétaire à l'évêque Jean-Baptiste de Lubersac, aumônier de Madame Sophie, tante de Louis XVI.
En 1783, il est nommé vicaire général de Chartres et est pourvu du canonicat de la cathédrale de Chartres à la suite du décès de son dernier titulaire, Thomas Louis de la Chambre, et conseiller commissaire à la chambre supérieure du clergé.
En 1788, il est pourvu de la chancellerie de la cathédrale de Chartres, en remplacement de Monseigneur de Segonzac qui vient de mourir.

### Débuts de la Révolution (1788-1789)
Sieyès devient célèbre dès 1788 par son Essai sur les privilèges, encore plus par sa brochure de 1789 Qu'est-ce que le Tiers-État ?, texte fondateur de la Révolution française. En 1789, il est élu député du Tiers état de Paris aux États généraux. Il joue un rôle de premier plan dans les rangs du parti patriote.
Le 16 juin, il propose que le Tiers état se proclame « Assemblée des représentants de la Nation connus et vérifiés », mais Jacques-Guillaume Thouret s'y oppose.
Le 17 juin, le Tiers état se déclare Assemblée nationale. Le 20 juin, les députés du Tiers prononcent le serment du Jeu de paume (donner une constitution à la France).
Lors de la séance royale du 23 juin, il lance : « Vous êtes ce jour ce que vous étiez déjà hier », formule éclipsée par celle de Mirabeau.[pas clair]
Le 9 juillet, le roi reconnaît l'Assemblée nationale comme « Assemblée nationale constituante » et ordonne aux députés du Clergé et de la noblesse de s'y joindre.

### Période de l'Assemblée constituante (9 juillet 1789-21 septembre 1791)
Le 4 août, Sieyès est en désaccord avec l'Assemblée sur le point de la suppression de la dîme, impôt dévolu à l'Église. Par la suite, il n'accepte la nationalisation des biens du clergé qu'à la condition que l’État subvienne au traitement des prêtres, à l'entretien des écoles, des hôpitaux et des établissements de charité.
Élu président de l'Assemblée en juin 1790, il travaille à la rédaction de la constitution, mais essuie plusieurs échecs, sur la question du veto ou de la seconde chambre.
En février 1791, il est élu administrateur du département de la Seine et trois semaines plus tard, membre du directoire de ce département (il démissionne de ces postes après la séparation de la Constituante en septembre). En mars 1791, il refuse de se porter candidat à l'archevêché de Paris, tout comme Loménie de Brienne et Talleyrand : c'est Jean-Baptiste Gobel qui est élu.

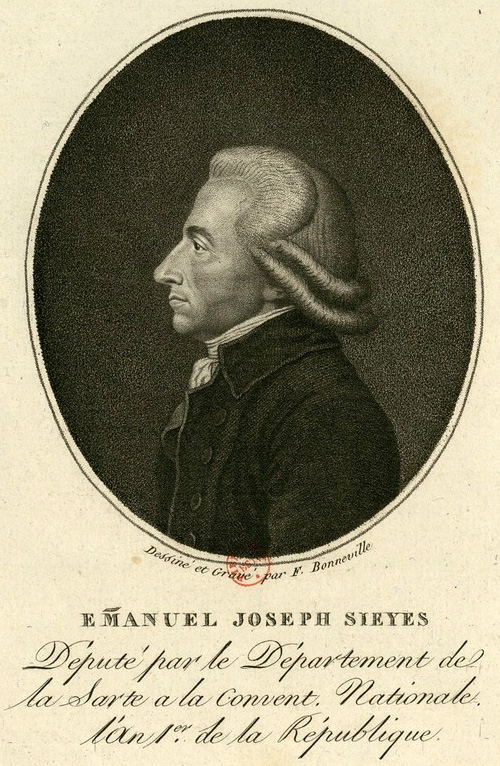
Sieyès, député à la Convention nationale.

Il est également membre de la société des Amis des Noirs, fondée par Jacques Pierre Brissot, qui milite pour l'abolition progressive de l'esclavage, la fin immédiate de la traite des Noirs et l'égalité des hommes de couleur libres y compris dans les colonies. Après l'annonce à Paris de l'assassinat à Saint-Domingue du mulâtre Vincent Ogé, il s'engage avec conviction dans le débat colonial qui a lieu en mai 1791 et aboutit au vote d'un décret partiellement égalitaire le 15.
Mais membre du club des Feuillants dans le nouveau contexte politique conservateur de la tentative de fuite du roi (21 juin 1791), il s'absente prudemment le 24 septembre lorsque le député du Dauphiné fait révoquer le décret du 15 mai. Brissot, ancien fondateur de la Société des Amis des Noirs lui reproche dans son journal le Patriote Français puis dans ses Mémoires posthumes publiés dans les années 1830, de s'être rendu coupable d'"une faiblesse pour ne pas dire plus".

### Mandat à la Convention
À l'issue de la séparation de l'Assemblée nationale constituante, la constitution du 3 septembre 1791 met en place une monarchie constitutionnelle en France. La monarchie prend fin à l'issue de la journée du 10 août 1792 : les bataillons de fédérés bretons et marseillais et les insurgés des faubourgs de Paris prennent le palais des Tuileries. Louis XVI est suspendu et incarcéré avec sa famille à la tour du Temple. 
En septembre 1792, Emmanuel-Joseph Sieyès est élu député à la Convention nationale. Il est élu député par les départements de la Gironde, le sixième sur douze, de l'Orne, le huitième sur dix, et la Sarthe, le neuvième sur dix. Il choisit de siéger pour le département de la Sarthe. 
En octobre 1792, Sieyès est élu membre du Comité de constitution et du Comité d'instruction publique. En janvier 1793, à titre de membre du Comité de constitution, il est élu membre du Comité de Défense générale aux côtés d'Armand Gensonné et de Bertrand Barère. Fin juin 1793, Joseph Lakanal, député de l'Ariège et membre du Comité d'instruction publique, présente un rapport sur l'enseignement et sur l'instruction publique, soutenu par Sieyès. Mi-juillet, Maximilien de Robespierre défend, contre le projet de Lakanal, le projet éducatif de Louis-Michel Lepeletier de Saint-Fargeau. Entre juin et juillet 1793, Sieyès, aux côtés de Nicolas de Condorcet et de Jules-Michel Duhamel, participe à la rédaction du Journal d'instruction sociale. 
Il siège sur les bancs de la Plaine. Lors du procès de Louis XVI, il vote la mort et rejette l'appel au peuple et le sursis à l'exécution. En avril 1793, il est absent au scrutin sur la mise en accusation de Jean-Paul Marat. En mai, il est absent lors du scrutin sur le rétablissement de la Commission des Douze. 
Sieyès n'est pas compris dans le décret d'arrestation des girondins, ni dans le décret d'arrestation du 3 octobre, n'ayant pas signé la protestation contre les journées du 31 mai et du 2 juin. Durant la période de la Terreur, il cesse de s'exprimer à la Convention. Le 20 brumaire an II (le 10 novembre 1793), il renonce solennellement à ses fonctions ecclésiastiques. Dans ses mémoires, Bertrand Barère range Sieyès parmi les girondins, affirme que Robespierre lui était hostile, et qu'il l'appelait « la taupe de la Révolution ».  
Sieyès, qui n'a pas pris part à la chute de Robespierre, reparaît à la tribune de la Convention à partir de frimaire an III (décembre 1794) et prend une part active aux institutions de la Convention thermidorienne. 
Le 7 nivôse (le 27 décembre), il est élu membre de la Commission des Vingt-et-Un chargée d'examiner la conduite des anciens membres du Comité de Salut public, Bertrand Barère, Jacques-Nicolas-Billaud-Varenne et Jean-Marie Collot-d'Herbois. En ventôse an III (mars 1795), il est élu membre du Comité de Salut public aux côtés de François Laporte et de Jean-François Reubell. Le 1er thermidor (le 19 juillet), il est élu membre de la Commission des Onze, chargée de rédiger le projet de constitution. Il expose, le lendemain, le projet de mise en place d'un d'un jury constitutionnaire. En floréal (avril), il est élu président de la Convention, ses secrétaires étant Louis Bernard « de Saint-Affrique », de Louis-Alexandre Himbert, de Jean-Baptiste Louvet de Joseph Nicolas Pierret et de Alexandre Thibault. 
Il part ensuite avec Reubell à La Haye pour signer un traité avec la République batave, mais se brouille avec son collègue. En effet, il espérait un retour de la paix[pas clair].
Ses projets constitutionnels ayant été rejetés par ses collègues, il démissionne finalement de la Commission des Onze.

### Période du Directoire (26 octobre 1795-9 novembre 1799)
Après l'adoption de la nouvelle constitution, il est nommé professeur d'économie politique à l'École centrale de Paris.
Réélu par quatre départements, il opte de nouveau pour la Sarthe. Élu au Conseil des Cinq-Cents, il ne se manifeste pas avant le 13 vendémiaire.
Élu quatrième des cinq directeurs le 10 brumaire an IV (1er novembre 1795), il refuse cette fonction, de même que le poste de ministre des Affaires étrangères, par antipathie à l'égard de Reubell et de Barras, et par opposition à une constitution qu'il ne juge pas viable.
Nommé membre de l'Institut à sa création, il ne revient sur la scène politique qu'à l'occasion de la réaction qui suit l'affaire du camp de Grenelle : il est élu président Conseil des Cinq-Cents le 1er frimaire an V (21 novembre 1796).
Inquiet des menées royalistes, il se rapproche du Directoire et approuve le coup d'État républicain du 18 fructidor an V.
Lors des élections de 1798, il l'emporte dans l'Aube et les Bouches-du-Rhône à la suite d'une scission dans les assemblées électorales. La première est invalidée, la seconde validée, par la loi du 22 floréal an VI (11 mai 1798).
Mais il ne siège pas, ayant été nommé par le Directoire ambassadeur à Berlin le 8 mai 1798. Durant cette mission de moins d'un an (du 21 juin 1798 au 24 mai 1799), il parvient à maintenir la neutralité de la Prusse, mais ne parvient pas à obtenir son alliance contre l'Autriche (19 floréal).

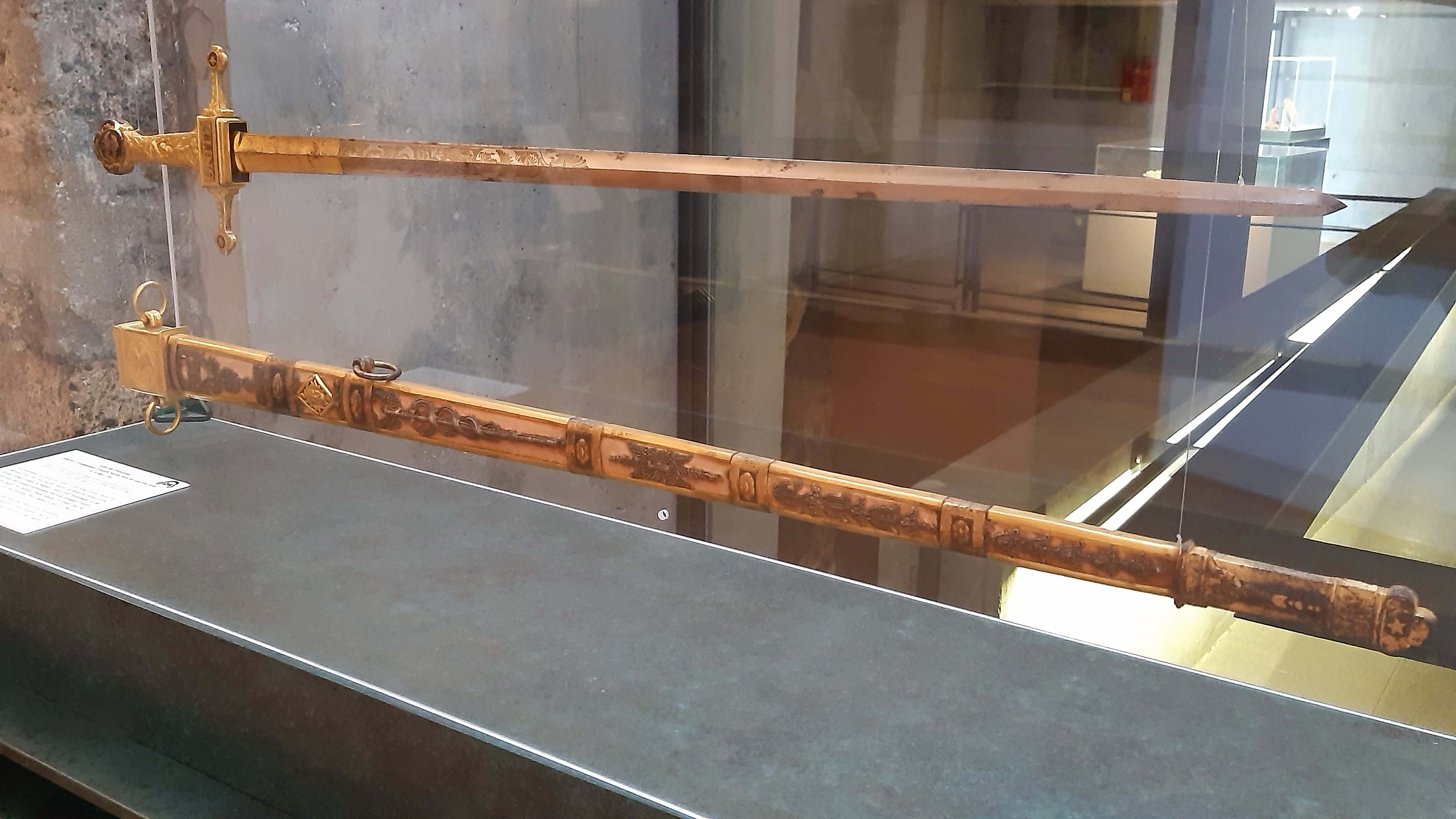
Épée de Directeur de Sieyès, (musée de la Révolution française).

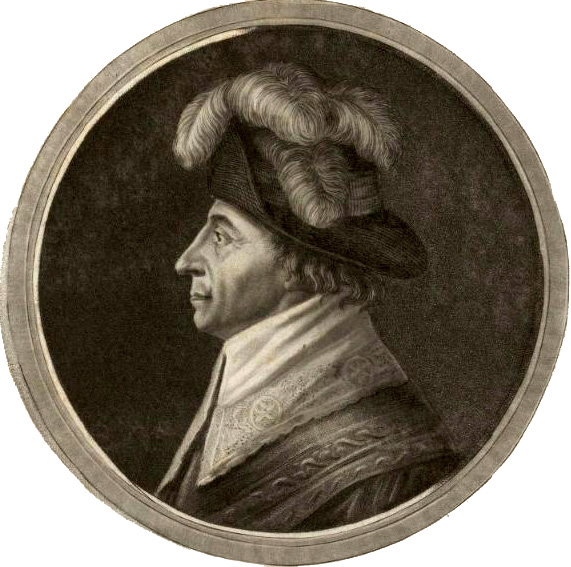
Sieyès en tenue de Directeur.

Auréolé de cette ambassade, il est réélu député dans l'Indre-et-Loire le 17 germinal an VII (6 avril 1799) et entre, le 17 mai au Directoire en remplacement de Reubell. Tout le monde est conscient qu'il n'a accepté la charge de directeur que dans le but d'œuvrer à la révision de la constitution.
Son projet est facilité par l'élimination de trois des cinq directeurs lors du coup d'État du 30 prairial an VII et la nomination d'un proche, Roger Ducos.

### Sieyès dans le coup d'État du 18 Brumaire (9 novembre 1799)
Un délai de neuf ans étant nécessaire pour aboutir à la révision, ses partisans optent pour un coup d'État.
À la recherche d'« une épée », Sieyès pense l'avoir trouvée dans le général Joubert, qu'il fait nommer commandant en chef en Italie, mais il est tué à la bataille de Novi.
Effrayé par les progrès des néo-jacobins, il fait remplacer Bernadotte, qu'il juge trop lié à la gauche, au ministère de la Guerre et nommer Fouché au ministère de la Police. De plus, il considère Masséna, victorieux à Zurich, et Brune, victorieux en Hollande, comme des jacobins, et se méfie de Barras.
Le retour d'Égypte de Bonaparte, dont il a signé la lettre de rappel en juillet sans le croire possible, lui donne l'occasion de mettre en œuvre son projet. Conformément aux plans, lors du coup d'État du 18 Brumaire, il démissionne de son poste de directeur et entre dans le consulat provisoire incluant Bonaparte, Sieyès et Ducos. Mais le général a d'emblée l'ascendant sur ses deux collègues. Dans les discussions qui suivent, il rejette les propositions de Sieyès sur la « jurie constitutionnaire » et le poste de grand électeur que celui-ci se réservait.
En échange, Sieyès obtient la charge de sénateur, la propriété d'un des grands domaines nationaux et 200 000 livres de rente.

### Du Consulat à la monarchie de Juillet (1800-1836)
Il devient président du Sénat conservateur sous le Consulat.
Il est nommé comte d'Empire en mai 1808.
Absent de la séance du Sénat qui proclame la déchéance de Napoléon en 1814, il reste à l'écart durant la Première Restauration.
Créé pair de France pendant les Cent-Jours sans y avoir formellement adhéré, il choisit de se fixer à Bruxelles, alors dans le royaume uni des Pays-Bas, après la Seconde Restauration, sans attendre la loi du 27 janvier 1816 qui exile les régicides.
Il ne rentre en France qu'en 1830, à la faveur de la révolution de Juillet.
Il termine ses jours sous la monarchie de Juillet, honoré comme un vieux sage, mais dans une retraite complète par rapport à la vie politique.

### Mort et funérailles
Il est inhumé civilement le 22 juin 1836 dans la division 30 du cimetière du Père-Lachaise.

## Théories politiques et philosophiques

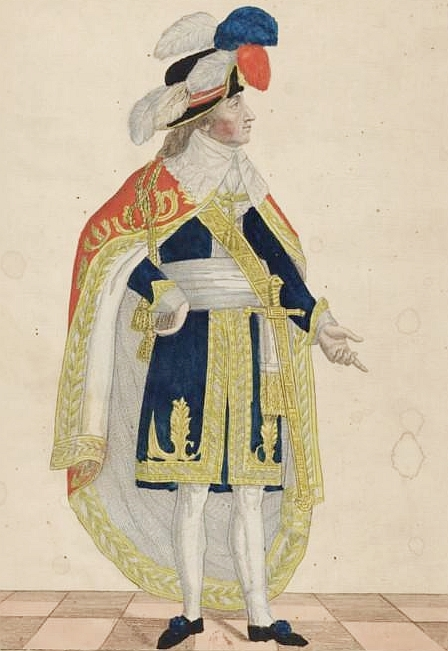
Sieyès en tenue de Directeur.

Benjamin Constant dit de lui : « Personne jamais n'a plus profondément détesté la noblesse ».
Le baron Ernest Seillière relève chez Sieyès une exhortation à l'opposition entre le tiers état, vu comme d'origine gallo-romaine, contre l'aristocratie, décrite comme étant d'ascendance germanique (franque) ; Sieyès proposait de « renvoyer dans les forêts de la Franconie toutes ces familles (nobles) qui conservaient la folle prétention d'être issues de la race des conquérants et de succéder à leurs droits ». Il faut cependant voir qu'il prenait en cela au mot les prétentions de théoriciens des droits de la noblesse comme Sainte-Pallaye, qui ont promu à la fin de l'ancien régime une vision de plus en plus essentialiste de l'origine du second ordre[réf. nécessaire].
Il oppose le gouvernement représentatif (qu'il promeut) et le gouvernement démocratique (qu'il rejette) :

« Les citoyens qui se nomment des représentants renoncent et doivent renoncer à faire eux-mêmes la loi ; ils n’ont pas de volonté particulière à imposer. S’ils dictaient des volontés, la France ne serait plus cet État représentatif ; ce serait un État démocratique. »

« Le peuple, je le répète, dans un pays qui n’est pas une démocratie (et la France ne saurait l’être), le peuple ne peut parler, ne peut agir que par ses représentants. »

— Discours du 7 septembre 1789
Sieyès est alors vu en science politique comme un contradicteur des théories de Jean-Jacques Rousseau : alors que Rousseau se prononçait pour la démocratie directe et fustigeait le modèle représentatif britannique, Sieyès, moins confiant dans le peuple que Rousseau, choisit de défendre le système représentatif. Dans le système représentatif, le peuple élit des représentants munis d'un mandat représentatif qui, eux, décident des lois qui s'appliquent, alors que la démocratie directe suppose que le peuple décide des lois qui lui sont appliquées et que les délégués qu'il élit lui sont soumis par des mandats impératifs. La doctrine juridique parle souvent de « souveraineté nationale » pour qualifier l'idée de Sieyès de gouvernement représentatif en l'opposant à celle de « souveraineté populaire », celle de démocratie directe, soutenue par Rousseau puis revendiquée par l'aile gauche du parti des Jacobins, celle dite des Montagnards dirigée par Robespierre, lequel avait surnommé Sieyès « la Taupe de la Révolution ».
Sieyès, de plus, s'est montré favorable au bicamérisme, mais il soutenait un bicamérisme différent de ceux britannique et américain ; il réclamait un bicamérisme pour éviter une dictature d'assemblée, sans chambre haute donc. Il a soutenu cette idée déjà dans des propositions pour la Constitution du 3 septembre 1791. Ce sont ses idées en plus de celles de Bonaparte qui servent à concevoir la Constitution de 1799 instituant le Consulat. Ainsi, Sieyès est souvent considéré comme un précurseur de la Révolution du fait de son ouvrage Qu'est-ce que le Tiers-état ?, mais aussi comme celui qui a déclenché le coup d’État mettant fin à la période révolutionnaire.
Sieyès était partisan du suffrage capacitaire. Il considérait que le vote est une fonction et que par conséquent seuls les individus ayant les capacités (intelligence, niveau économique) d'exercer cette fonction doivent y participer.

## Académie française
En 1795, Sieyès fut en premier lieu membre de la classe des sciences morales et politiques, future Académie des sciences morales et politiques de l'Institut de France.
Lors de la réorganisation de 1803, il fut en outre élu dans la deuxième classe, qui succédait à l'Académie française après plusieurs années de disparition, et où il remplaça, au fauteuil 31, Jean-Sylvain Bailly, guillotiné le 12 novembre 1793.
Après la Seconde Restauration de 1815, Sieyès fut exclu de l'Académie, en 1816, en tant que régicide, et remplacé aussitôt par le marquis de Lally-Tollendal, nommé par ordonnance royale.

### Sieyès et la sociologie
Dans un manuscrit, Sieyès forge le néologisme « sociologie » une cinquantaine d'années avant Auguste Comte. Sous sa plume, le terme reste peu conceptualisé, et pris dans le souci de développer un « art social » : la connaissance positive de la société doit servir à la gouverner. Il est également l'un des premiers à utiliser le terme "science sociale".

### Sieyès et l'art social
« L’objet du physicien, déclarait Sieyès, c’est d’expliquer les phénomènes de l’univers physique. Puisque cet univers existe indépendamment de lui, le physicien doit se contenter d’observer les faits et d’en démontrer les rapports nécessaires. Mais la politique n’est pas la physique, et le modèle de la nature ne s’applique pas aux affaires humaines."

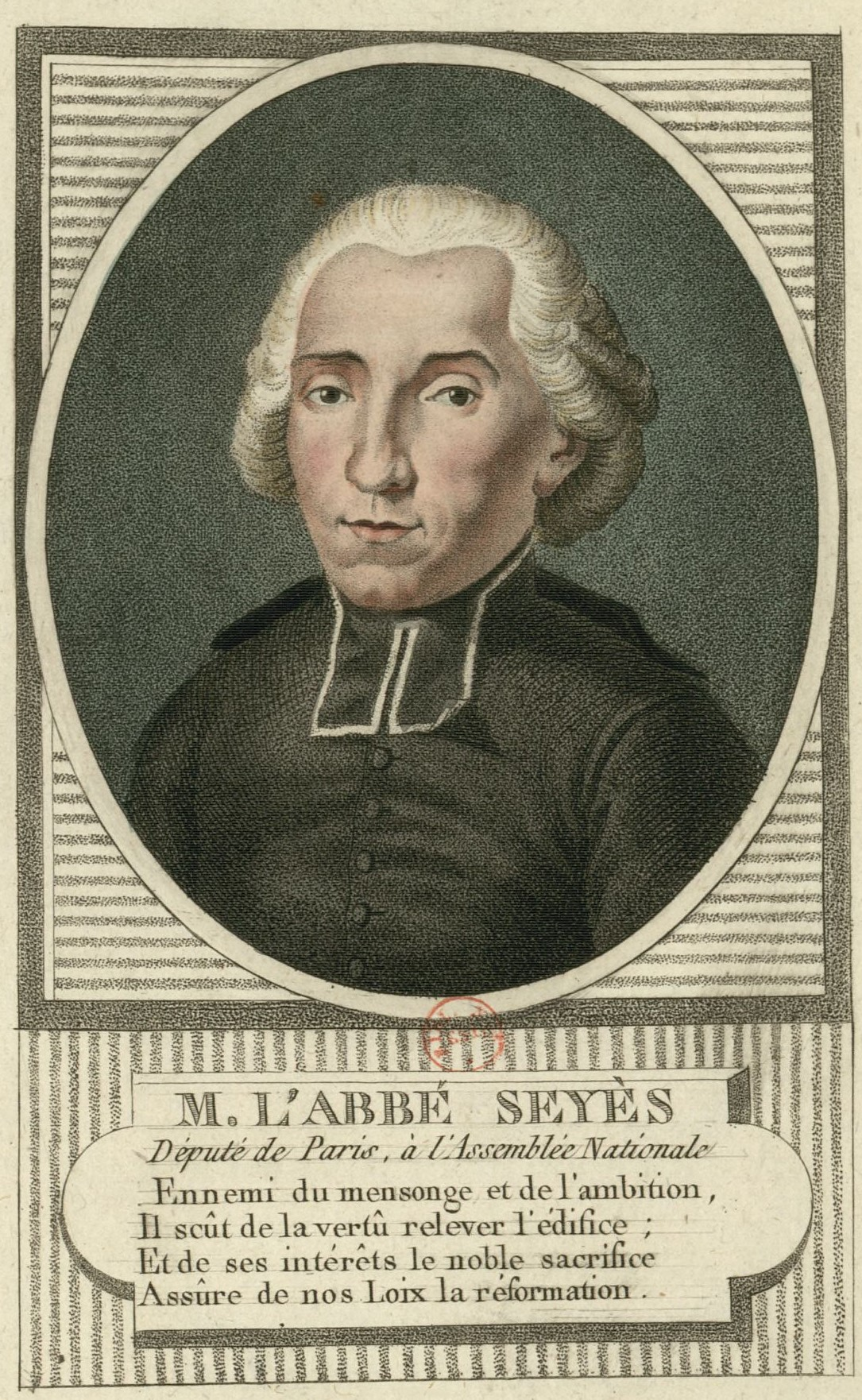
L'abbé Sieyès, député à l'Assemblée nationale.

Pour Sieyès, la société est une construction artificielle, un édifice ; la science de la société devrait donc être, à proprement parler, une architecture sociale.
De même que le jeune Marx devait reprocher à la philosophie hégélienne d’interpréter le monde, sans montrer comment le changer, de même le jeune Sieyès rejeta très tôt l’idée selon laquelle la seule tâche du philosophe serait d’énoncer les faits sociaux.
Sa critique avait d’abord pris pour cible le despotisme des faits sur les principes, qu’il décelait dans la physiocratie. À la veille des États Généraux, il trouva une nouvelle cible dans l’approche historique adoptée par les disciples de Montesquieu et dans leur vénération, leur « extase gothique » pour le modèle de la constitution anglaise. »

— Keith Michael Baker, Condorcet. Raison et politique.
Sieyès participe activement aux travaux de la Convention sur la réforme de la carte administrative, et il propose d'adopter un découpage de la France en carrés de 5 km de côté pour les communes, et de 50 km de côté pour les départements.

## Sieyès dans la littérature et les arts
Son nom est toujours associé à ceux de Fouché et de Talleyrand dans « le brelan de prêtres » (expression ironique de Carnot).
Il est mis en scène par Honoré de Balzac dans Une ténébreuse affaire où Henri de Marsay fait le récit du complot contre Napoléon auquel Sieyès participe : « Fouché connaissait admirablement les hommes; il compta sur Sieyès à cause de son ambition trompée, sur monsieur de Talleyrand parce qu'il était un grand seigneur, sur Carnot à cause de sa profonde honnêteté ». Un personnage portant ce nom est également présent dans l’œuvre La dernière campagne du Grand Père Jacques, d'Émile Erckmann, où il est cité comme créateur d'une constitution.
Stendhal cite Sieyès dans son roman Le Rouge et le Noir au début du chapitre XII : « On trouve à Paris des gens élégants, il peut y avoir en province des gens à caractère ». Aussi dans chapitre XXVI : « Qui empêchera l'homme supérieur de passer de l'autre côté, comme Sieyès ou Grégoire! ».

## Œuvres

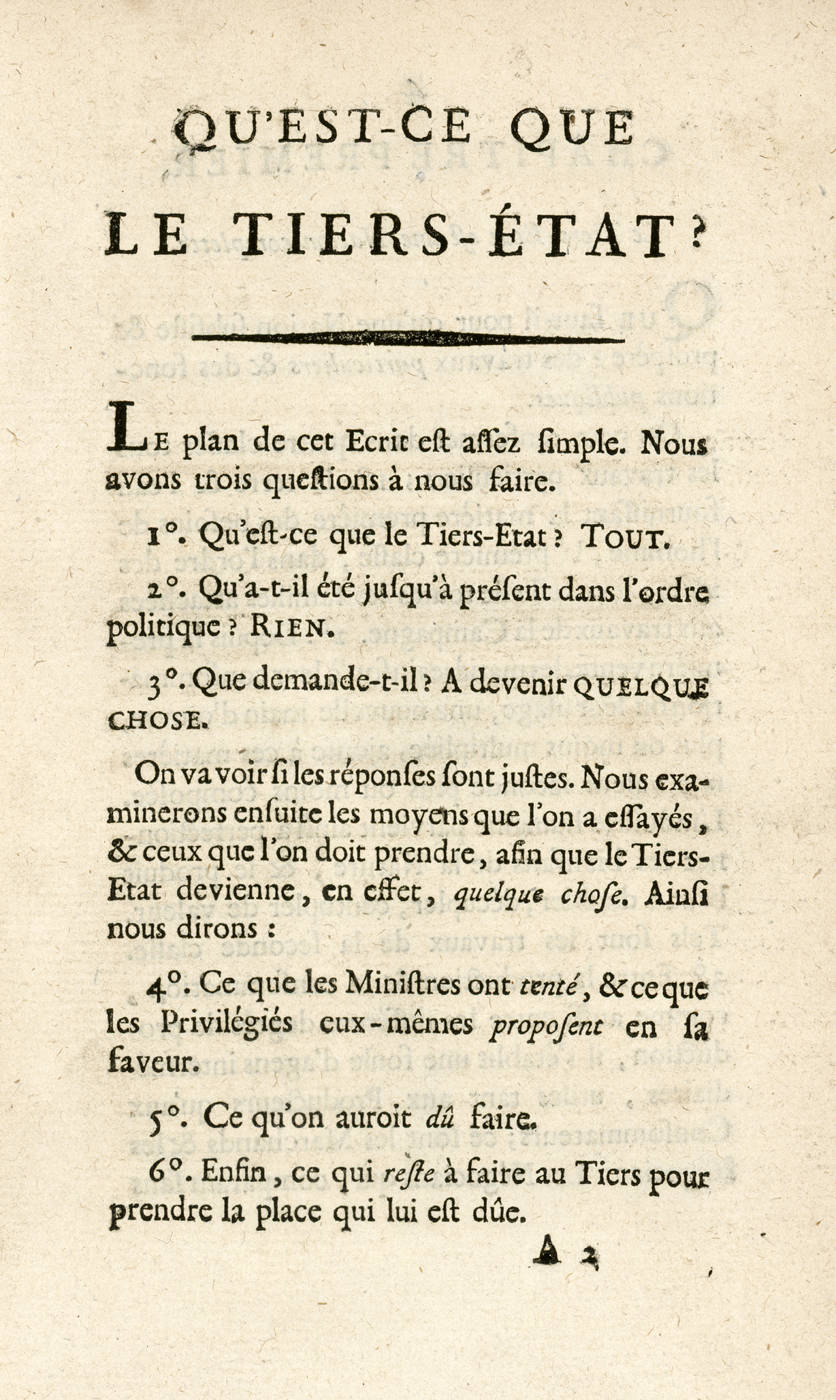
Qu'est-ce que le Tiers-État ? (janvier 1789).

- Dire de l’abbé Sieyès, sur la question du Veto royal, à la séance du 7 septembre 1789, Paris, Imprimerie François-Jean Baudouin, 1789, 32 p.   (Wikisource)
- Essai sur les privilèges, 1788
- Qu'est-ce que le Tiers-État ?, 1789
- Préliminaire de la Constitution françoise. Reconnoissance et exposition raisonnée des droits de l'homme & du citoyen, 1789
- Vues sur les moyens d’exécution dont les représentants de la France pourront disposer en 1789.
- Des Manuscrits de Sieyès. 1773-1799 et 1770-1815, tome I (576 p.) et II (726 p.), publiés sous la direction de Christine Fauré, avec la collaboration de Jacques Guilhaumou, Jacques Valier et Françoise Weil, Paris, Champion, 1999 et 2007.
- Jérôme Mavidal (Éditeur scientifique), Émile Laurent (Éditeur scientifique) et al., Archives parlementaires de 1787 à 1860 : recueil complet des débats législatifs et politiques des Chambres françaises, Paris, P. Dupont, 1867 (BNF 34057622)
- Les papiers personnels d'Emmanuel-Joseph Sieyès sont conservés aux Archives nationales sous la cote 284AP[34].

#### Ouvrages
- Paul Bastid, Sieyès et sa pensée, Hachette, Paris, 1939 (2de édition, Hachette, 1970).
- Jean-Denis Bredin, Sieyès : la clé de la Révolution française, Paris, Éditions de Fallois, 1988, 611 p. (ISBN 2-87706-014-4).
- Jacques Guilhaumou, Sieyès et l'ordre de la langue : l'invention de la politique moderne, Paris, Kimé, coll. « Philosophie, épistémologie », 2002, 235 p. (ISBN 2-84174-283-0, présentation en ligne).
- Jacques Guilhaumou, Cognition et ordre social chez Sieyès. Penser les possibles, Paris, Kimé, coll. « Philosophie en cours », 2018, 288 p.
- Pasquale Pasquino, Sieyès et l'invention de la constitution en France, Paris, Odile Jacob, 1998, 262 p. (ISBN 2-7381-0582-3, présentation en ligne), [présentation en ligne].
- Revue française d’histoire des idées politiques, no 33, 2011, consacré à Siéyès, p. 1-224.

#### Articles
- Simone Barriere, Albert Ciamin, Jean Destelle, Marie-Dominique Germain, « Les origines de l'abbé Sieyès » et Frédéric d'Agay, « La Famille Sieyès », Annales du Sud-Est Varois, tome XIV, 1989, p. 99-108.
- Frédéric d'Agay,« Siéyès (Joseph Barthélémy) », Grands notables du Premier Empire : notices de biographie sociale. Var, Louis Bergeron et Guy Chaussinand-Nogaret (dir.), Paris, Éditions du CNRS, 1988, p. 160-162.
- Frédéric d'Agay, « Ambition et pouvoir autour de la cathédrale de Fréjus : Des Camelin à l’abbé Siéyès » Provence historique, no 259, 2016, p. 169-183. Article numérisé.
- (de) Charles Philippe Dijon de Monteton, « Der lange Schatten des Abbé Bonnot de Mably. Divergenzen und Analogien seines Denkens in der Politischen Theorie des Grafen Sieyès », dans U. Thiele (ed.), Volkssouveränität und Freiheitsrechte. Emmanuel Joseph Sieyes' Staatsverständnis, Nomos, Baden-Baden, 2009, p. 43-110.
- Marcel Dorigny, « La formation de la pensée économique de Sieyès d'après ses manuscrits (1770-1789) », Annales historiques de la Révolution française, no 271,‎ janvier-mars 1988, p. 17-34 (ISSN 0003-4436, lire en ligne).
- Marco Fioravanti, « Sieyès et le jury constitutionnaire : perspectives historico-juridiques », Annales historiques de la Révolution française, no 349,‎ juillet-septembre 2007, p. 87-103 (ISSN 0003-4436, lire en ligne).
- Jacques Guilhaumou, « De Sieyès à Marx : le dépassement de la “misère allemande” par la “progression politique” », In Chroniques allemandes, n°7 : « Misère Allemande / Deutsche Misere », 1998, p. 25-35, [lire en ligne].
- Jacques Guilhaumou, « Sieyès, l’individu et le système », Provence historique, 2003, p. 47-67.
- Marc Lahmer, « Sieyès est-il l’auteur des formules célèbres qu’on lui prête ? », Revue française d'histoire des idées politiques, Picard, no 33,‎ 2011, p. 47-70 (ISSN 1266-7862, lire en ligne).
- David Pantoja Morán, « Sieyès et la constitution mexicaine de 1836 », Revue française d'histoire des idées politiques, Picard, no 33,‎ 2011, p. 103-116 (ISSN 1266-7862, lire en ligne).
- Stefano Pighini, « Le jeu de la communication politique chez Sieyès », Revue française d'histoire des idées politiques, Picard, no 33,‎ 2011, p. 83-102 (ISSN 1266-7862, lire en ligne).
- Pierre-Yves Quiviger, « Sieyès », Revue française d'histoire des idées politiques, Picard, no 33,‎ 2011, p. 3-4 (ISSN 1266-7862, lire en ligne).
- Jean-Jacques Sarfati, « Sieyès, le choix de l’ombre après les lumières », Revue française d'histoire des idées politiques, Picard, no 33,‎ 2011, p. 71-81 (ISSN 1266-7862, lire en ligne).
- Erwan Sommerer, « Le contractualisme révolutionnaire de Sieyès : formation de la nation et prédétermination du pouvoir constituant », Revue française d'histoire des idées politiques, Picard, no 33,‎ 2011, p. 5-25 (ISSN 1266-7862, lire en ligne).
- Lucas Scuccimarra, « Généalogie de la nation : Sieyès comme fondateur de la communauté politique », Revue française d'histoire des idées politiques, Picard, no 33,‎ 2011, p. 27-45 (ISSN 1266-7862, lire en ligne).
- Andreï Tyrsenko, « L'ordre politique chez Sieyès en l'an III », Annales historiques de la Révolution française, no 319,‎ janvier-mars 2000, p. 27-45 (lire en ligne).
- Roberto Zapperi, « Sieyès et l'abolition de la féodalité en 1789 », Annales historiques de la Révolution française, no 209,‎ juillet-septembre 1972, p. 321-351 (ISSN 0003-4436, lire en ligne).